# NGC 3545B
NGC 3545B est une vaste galaxie elliptique relativement éloignée et située dans la constellation de la Grande Ourse. Il s'agit de la galaxie boréale de la paire de galaxies NGC 3545 découverte par l'astronome français Édouard Stephan en 1884, l'autre galaxie étant PGC 33894 (NGC 3545A).

## Caractéristiques
Sa vitesse par rapport au fond diffus cosmologique est de 8 896 ± 19 km/s, ce qui correspond à une distance de Hubble de 131,2 ± 9,2 Mpc (∼428 millions d'al).